# Hans Thierauf
Hans Thierauf (* 21. November 1943 in Münchberg) ist ein deutscher Gewerkschafter.

## Leben
Thierauf absolvierte eine Ausbildung zum Industriekaufmann und studierte von 1966 bis 1967 an der Akademie der Arbeit in Frankfurt am Main. Anschließend war er in Münchberg hauptamtlich bei der Gewerkschaft Textil-Bekleidung tätig, der er seit 1962 angehörte. Von 1972 bis 1979 war er Geschäftsführer der Verwaltungsstelle Bamberg der Gewerkschaft Textil-Bekleidung, danach wechselte er in die Bezirksleitung. Von 1982 bis 1994 war er Bezirksleiter der Gewerkschaft in Nordbayern, ab 1995 Bezirksleiter für Bayern. 1998 ging die IG Textil-Bekleidung in der IG Metall auf, dort übernahm er bis 2001 das Amt des Bezirkssekretärs der Bezirksleitung in Bayern.
Vom 1. Januar 1990 bis zur Auflösung am 31. Dezember 1999 war er Mitglied des Bayerischen Senats. Er ist seit 1961 Mitglied der SPD und war in Memmelsdorf wohnhaft.